# Santa Inês (Maranhão)
Santa Inês – miasto i gmina w Brazylii leżące w stanie Maranhão. Gmina zajmuje powierzchnię 600,481 km². Według danych szacunkowych w 2016 roku miasto liczyło 83 759 mieszkańców. Położone jest w pobliżu jeziora Lago Grajaú, około 200 km na południowy zachód od stolicy stanu, miasta São Luís, oraz około 1600 km na północ od Brasílii, stolicy kraju. 
W 2014 roku wśród mieszkańców gminy PKB per capita wynosił 12 788,88 reais brazylijskich.